# Diócesis de Weihui
La diócesis de Weihui o de Weihwei (en latín: Dioecesis Ueihoeivensis y en chino: 天主教卫辉教区) es una circunscripción eclesiástica de la Iglesia católica en China. Se trata de una diócesis latina, sufragánea de la arquidiócesis de Kaifeng. Desde el 8 de mayo de 2016 su obispo es Joseph Zhang Yin-lin, aunque para el Anuario Pontificio es sede vacante desde el 2 de febrero de 1966. La Asociación Patriótica Católica China la renombró diócesis de Anyang en año desconocido, sin asentimiento de la Santa Sede.

## Territorio y organización
La diócesis extiende su jurisdicción sobre los fieles católicos de rito latino residentes en la parte septentrional de la provincia de Henan.
La sede de la diócesis se encuentra en la ciudad prefectura de Anyang, en donde se halla la Catedral del Sagrado Corazón de Jesús.
Para 1950 el Anuario Pontificio no publicó el número de parroquias.

## Historia
El vicariato apostólico de Honan Septentrional fue erigido el 1 de septiembre de 1882 con el breve Quae in commoditatem del papa León XIII, derivando el territorio del vicariato apostólico de Honan (hoy diócesis de Nanyang).
El 2 de agosto de 1929 tomó el nombre de vicariato apostólico de Weihuifu (Jixian).
El 7 de julio de 1936 cedió una parte de su territorio para la erección de la prefectura apostólica de Xinxiang la bula Ad maiorem del papa Pío XI.
El 11 de abril de 1946 el vicariato apostólico fue elevado a diócesis con la bula Quotidie Nos del papa Pío XII.
El 6 de mayo de 1949 el Partido Comunista de China capturó Anyang, se impuso en la guerra civil y proclamó la República Popular China el 1 de octubre de 1949. El 4 de septiembre de 1951 China comunista expulsó al nuncio apostólico Antonio Riberi y la Santa Sede continuó reconociendo a la República de China en Taiwán como el legítimo gobierno chino. Todos los misioneros extranjeros fueron expulsados de China comunista en 1952, entre ellos el obispo Mario Civelli.
La Asociación Patriótica Católica China fue creada con el apoyo de la Oficina de Asuntos Religiosos de la República Popular de China en 1957, con el objetivo de controlar las actividades de los católicos en China. Su nombre público es Iglesia católica china y es referida como la "Iglesia oficial" en contraposición a la "Iglesia subterránea" o "Iglesia clandestina" leal a la Santa Sede.
En el período de 1966 a 1976 la Revolución Cultural se ensañó especialmente contra la religión, destruyéndose numerosas iglesias y cesaron todas las actividades religiosas en la diócesis. La diócesis reasumió sus actividades en la década de 1980. La Asociación Patriótica Católica China la renombró diócesis de Anyang en año desconocido, sin asentimiento de la Santa Sede.
El 4 de agosto de 2015 el padre Giuseppe Zhang Yin-lin fue ordenado obispo coadjutor con mandato papal y su ordenación también está reconocida por el gobierno chino. El precedente de un nombramiento de un obispo chino fue el de Thaddeo Ma Daqin, nombrado obispo auxiliar de Shanghái, se remonta a 2012.
El 22 de septiembre de 2018 se firmó en Pekín el Acuerdo provisional entre la Santa Sede y la República Popular de China sobre el nombramiento de los obispos. El 22 de octubre de 2020 el acuerdo fue prorrogado por otros dos años y en octubre de 2022 por otros dos años más.
Debido a la situación particular de la Iglesia católica en China, la Santa Sede no nombra obispos para las diócesis chinas, que son sedes oficialmente vacantes incluso en presencia de obispos reconocidos por Roma.

## Estadísticas
Según el Anuario Pontificio 1951 la diócesis tenía a fines de 1950 un total de 46 000 fieles bautizados.
| Año                                                                             | Población            | Población | Población      | Sacerdotes | Sacerdotes    | Sacerdotes    | Bautizados por sacerdote | Diáconos permanentes | Religiosos | Religiosos | Parroquias |
| Año                                                                             | Bautizados católicos | Total     | % de católicos | Total      | Clero secular | Clero regular | Bautizados por sacerdote | Diáconos permanentes | Varones    | Mujeres    | Parroquias |
| ------------------------------------------------------------------------------- | -------------------- | --------- | -------------- | ---------- | ------------- | ------------- | ------------------------ | -------------------- | ---------- | ---------- | ---------- |
| 1950                                                                            | 46 000               | 2 500 000 | 1.8            | 29         | 17            | 12            | 1586                     |                      |            | 48         |            |
| Fuente: Catholic-Hierarchy, que a su vez toma los datos del Anuario Pontificio. |                      |           |                |            |               |               |                          |                      |            |            |            |

## Episcopologio
- Stefano Scarella, P.I.M.E. † (1 de septiembre de 1882-21 de septiembre de 1902 falleció)
- Giovanni Menicatti, P.I.M.E. † (12 de septiembre de 1903-diciembre de 1920 renunció)
- Martino Chiolino, P.I.M.E. † (23 de febrero de 1921-7 de mayo de 1929 renunció)
- Mario Civelli, P.I.M.E. † (18 de julio de 1946-2 de febrero de 1966 falleció)
  - Sede vacante
  - Thomas Zhang Huai-xin † (19 de octubre de 1981 consagrado-8 de mayo de 2016 falleció)
  - Joseph Zhang Yin-lin, por sucesión el 8 de mayo de 2016